# سامية حسن الساعاتي
سامية حسن الساعاتي هي كاتبة وشاعرة، وصحفية مصرية.

## حياتها
ولدت في إنجلترا، وحصلت على درجة الدكتوراه في فلسفة الاجتماع من كلية الآداب بجامعة القاهرة، وتعمل كأستاذ لعلم الاجتماع في كلية البنات بجامعة عين شمس، كما نُشرت لها العديد من المؤلفات، والعديد من المقالات بعدد من الصحف المصرية والعربية مثل جريدة الأهرام، وهي ابنة كلّ من حسن الساعاتي أستاذ علم الاجتماع، وفوزية الديب أستاذ علم نفس الطفولة بمعهد الخدمة الاجتماعية بالقاهرة. وقد اُختيرت سامية حسن الساعاتي كواحدة من الشخصيات النسائية البارزة اللاتي لعبن دورًا في تغيير المجتمع.

## مؤلفاتها
كتبت سامية حسن الساعاتي العديد من المؤلفات والتي تنوعت بين الشعر، والقصص القصيرة، والكتب المتخصّصة في مجال علم الاجتماع، ومنها:
- الاختيار للزواج والتغير الاجتماعي: صدر عام 1981 عن دار النهضة العربية، ثم أعادت الهيئة المصرية العامة للكتاب طبعه عام 2002 ضمن مشروع مكتبة الأسرة.[4]
- الجريمة والمجتمع (بحوث في علم الاجتماع الجنائي): صدر عام 1983 عن دار النهضة العربية للطباعة والنشر والتوزيع.[5]
- شخصي جداً (شعر): صدر عام 1983.
- أسماء المصريين (الأصول والدلالات والتغيير الاجتماعي): صدر عام 2001 عن الهيئة المصرية العامة للكتاب.[6]
- الناس والسحر: صدر عام 2006 عن الدار المصرية السعودية للنشر.[7]
- ابن خلدون مبدعًا: صدر عام 2006 عن المجلس الأعلى للثقافة.[8]
- الثقافة والشخصية... حوار لا ينتهي: صدر لأول مرة عام 1998 عن دار الفكر العربي للطباعة والنشر، ثم أعادت الهيئة المصرية العامة للكتاب طبعه عام 2009 ضمن مشروع مكتبة الأسرة.[9]
- المرأة والمجتمع المعاصر: صدر عن الهيئة المصرية العامة للكتاب.[10]
- علم اجتماع المرأة (رؤية معاصرة لأهم قضاياها): صدر عن الهيئة المصرية العامة للكتاب.[11]
- شعر صحيح (شعر): صدر عام 2017.

## العضويات
- عضو حالي في لجنة علم الاجتماع والأنثروبولوجيا.[12]

## الجوائز
- جائزة الدولة للتفوق العلمي في العلوم الاجتماعية عام 2006.[13][14]
- جائزة جامعة عين شمس العلمية عام 2013.[14]